# Culcasia angolensis
Culcasia angolensis là một loài thực vật có hoa trong họ Ráy (Araceae). Loài này được Welw. ex Schott mô tả khoa học đầu tiên năm 1865.